# Xi Coronae Borealis
Xi Coronae Borealis (ξ Coronae Borealis, förkortat Xi CrB, ξ CrB) som är stjärnans Bayerbeteckning, är en dubbelstjärna belägen i den östra delen av stjärnbilden Norra kronan. Den har en kombinerad skenbar magnitud på 4,85 och är synlig för blotta ögat där ljusföroreningar ej förekommer. Baserat på parallaxmätning inom Hipparcosuppdraget på ca 17,8 mas, beräknas den befinna sig på ett avstånd på ca 183 ljusår (ca 56 parsek) från solen.

## Egenskaper
Primärstjärnan Xi Coronae Borealis Aa är en utvecklad orange till röd jättestjärna av spektralklass K0 III som genererar energi genom fusion av helium i sin kärna. Den har en massa som är ca 2,4 gånger större än solens massa, en radie som är ca 8 gånger större än solens och utsänder från dess fotosfär ca 36 gånger mera energi än solen vid en effektiv temperatur på ca 4 900 K.
År 2009 var komponenterna i dubbelstjärnan separerade med 0,091 bågsekunder vid en positionsvinkel på 139,4°.